# Nationale Friesen

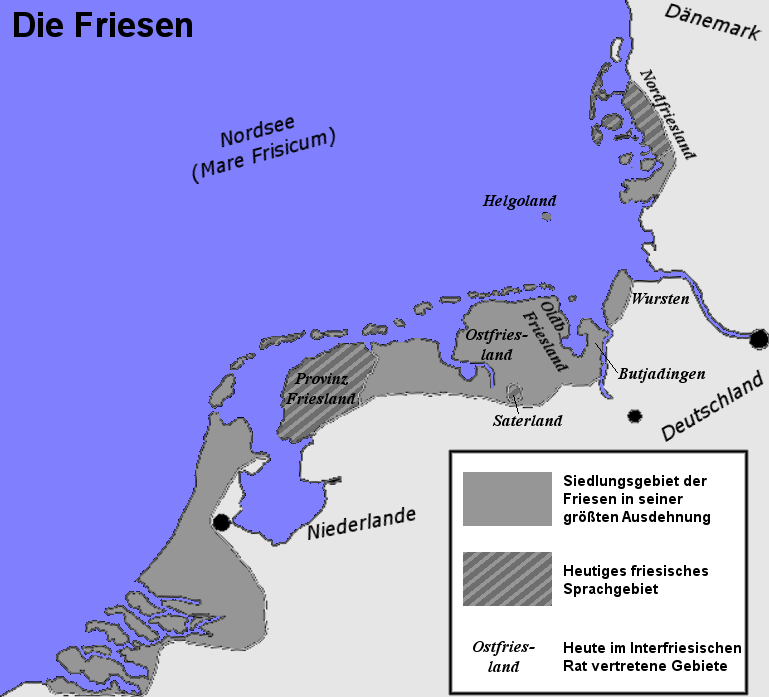
Heutiges und historisches friesisches Sprachgebiet

Nationale Friesen oder Nationalfriesen bezeichnet im schleswigschen Nordfriesland den Teil der Friesen, der sich nicht als Untergruppe des deutschen Volkes sieht, sondern stattdessen die friesische Volksgruppe als eigenes Volk mit eigener Sprache und Kultur (als Nation) versteht.
Entsprechend stehen vor allem sprachpolitische Aufgaben im Zentrum der Aktivitäten der nationalen Friesen. Die nationalen Friesen fordern in der Regel keinen eigenen Staat, sondern das Recht, ihre eigene Identität innerhalb der bestehenden Staaten leben zu dürfen. 
In Nordfriesland ist insbesondere die Friisk Foriining zu nennen, die politisch mit dem Südschleswigschen Wählerverband zusammenarbeitet. In den Niederlanden ist die Fryske Nasjonale Partij (Friesische Nationale Partei) im Provinzialparlament der niederländischen Provinz Friesland (Provinsje Fryslân) vertreten. In Ost-Friesland ist der Begriff „Nationale Friesen“ dagegen ungebräuchlich, entsprechende Positionen werden allerdings auch dort von verschiedenen Gruppierungen und der Partei Die Friesen vertreten. Als Gruppe von Nationalen Friesen mit sezessionistischen Bestrebungen ist die Groep fan Auwerk zu nennen.

## Geschichte
Die seit der Weimarer Republik bestehende Friisk Foriining (früher als Friesisch-Schleswigscher Verein und Foriining for nationale Friiske) gehörte dem von 1924 bis 1939 bestehenden Verband der nationalen Minderheiten in Deutschland an. Ein langjähriger Vorsitzender des Vereins (1958–1983) und Begründer des Nordfriisk Instituut war Carsten Boysen, der die  friesische Bewegung Nordfrieslands in der Nachkriegszeit stark geprägt hat.
Inzwischen arbeiten deutsche und nationale Friesen auf vielen Gebieten zusammen, was unter anderem in der Arbeit des Nordfriisk Instituut zum Ausdruck kommt. 